# Ovabunda biseriata
Ovabunda biseriata is een zachte koraalsoort uit de familie Xeniidae. De koraalsoort komt uit het geslacht Ovabunda. Ovabunda biseriata werd in 1971 voor het eerst wetenschappelijk beschreven door Verseveldt & Cohen. 